# میرزا محمد علی‌خان امیر ابراهیمی
میرزا محمدعلی خان ابراهیمی از سیاستمداران ایرانی بود، که در دوره‌های  هفتم،  هشتم،  نهم،  دهم،  یازدهم، دوازدهم،  سیزدهم و  چهاردهم بعنوان نماینده رفسنجان در مجلس شورای ملی حضور داشت.